# Toplessdag
Toplessdag wordt jaarlijks georganiseerd ter ondersteuning van het recht van vrouwen om zich in het openbaar topless te begeven op grond van gendergelijkheid.

## Geschiedenis
In de Verenigde Staten is de toplessdag als jaarlijks evenement in 2007 opgestart door de organisatie “Go Topless”, opgericht door
de Franse journalist Claude Vorilhon. Hij zei: “Zolang mannen topless kunnen gaan, moeten vrouwen hetzelfde grondwettelijke recht hebben, of moeten mannen ook gedwongen worden iets te dragen dat hun borst verbergt." De slogan is “FREE YOUR BREASTS! FREE YOUR MIND!” (Nederlands: bevrijd je borsten! Maak je gedachten vrij!)
Deze toplessdagen worden in de Verenigde Staten georganiseerd op een zondag die het dichtst bij 26 augustus ligt. Dit omdat op deze dag in 1920 het Amerikaanse Congres het vrouwenkiesrecht goedkeurde, de Women’s Equality Day, ofwel sekse gelijkheid. De eerste “Go Topless Day” vond in 2008 plaats.
Het evenement moedigt vrouwen aan om in het openbaar topless te gaan, en mannen om hun borst te bedekken door bustehouders of bikini's te dragen.

## Internationalisering

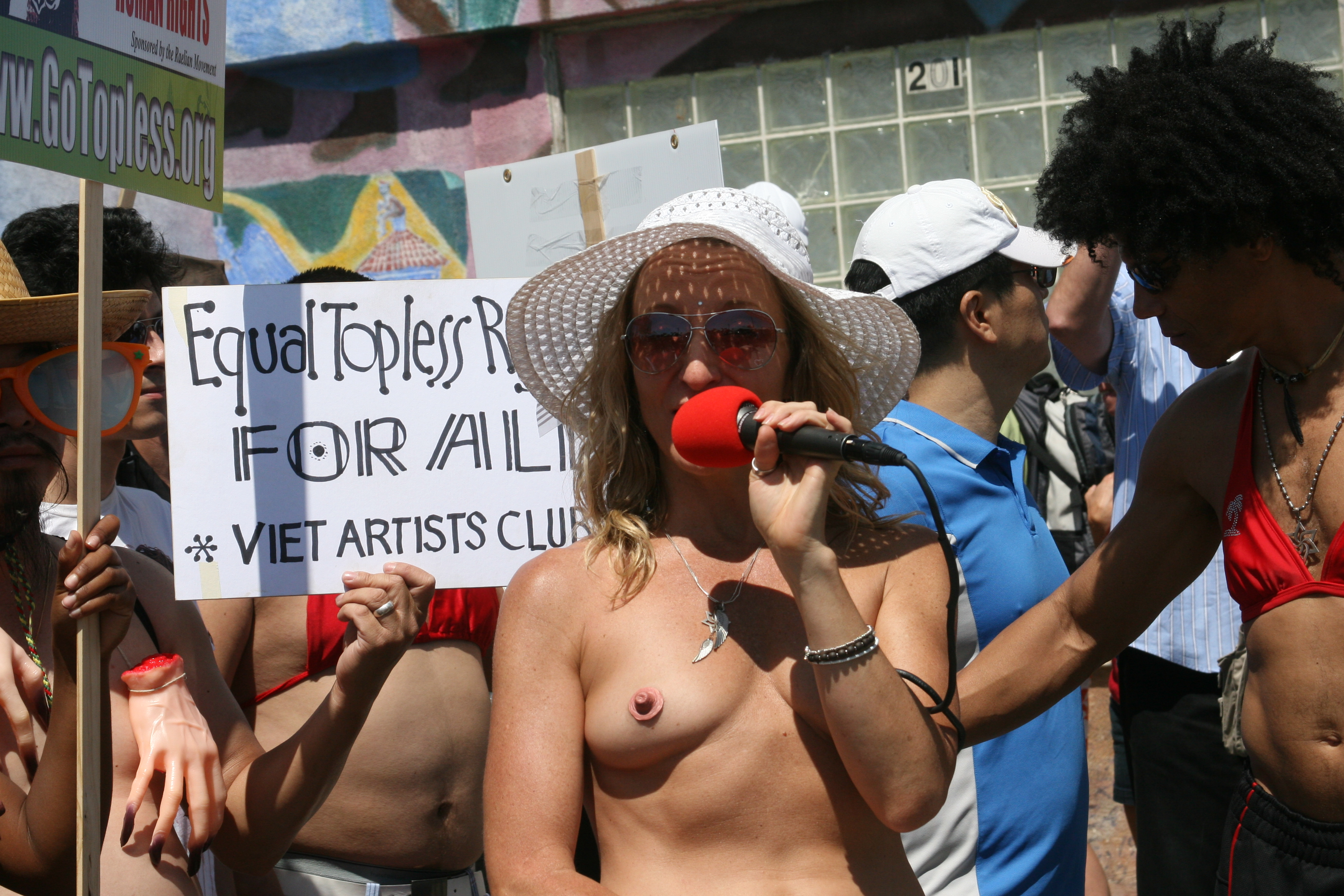
Go Topless in Venice Beach California.

In steeds meer landen – zoals Canada en diverse Europese landen – wordt het initiatief van een toplessdag overgenomen.
In 2015 vierden zo’n 60 steden de "Go topless Day". Naast New York deden nu onder andere ook Londen en Parijs mee.
In Nederland worden initiatieven genomen door de  NFN. Onder haar merknaam BlootGewoon! wordt de nationale toplessdag jaarlijks gepromoot.
De eerste Nederlandse toplessdag was in 2018.

## Parallelle organisaties
Wat betreft het ontblote vrouwelijke bovenlichaam zijn meerdere organisaties actief. Zoals het geven van borstvoeding in publieke ruimten. Ook de Amerikaanse Free the nipple en Topfreedom vragen om aandacht om de vrijheid van het ontblote bovenlichaam.